# Amtsberg
Amtsberg est une commune de Saxe (Allemagne), située dans l'arrondissement des Monts-Métallifères, dans le district de Chemnitz. Elle est formée des anciennes communes de Weißbach, Dittersdorf et Schlößchen (avec Wilischthal) en 1994.
|                                   |
| Église protestante de Dittersdorf |

|                             |
| Ancien manoir de Schlößchen |

|                    |
| Centre de Weißbach |